# Angoville, Calvados

Angoville este o comună în departamentul Calvados, Franța. În 1 ianuarie 2018 avea o populație de 25 de locuitori.